# 格氏帚麗鯛
格氏帚麗鯛，為輻鰭魚綱鱸形目隆頭魚亞目慈鯛科的其中一種，分布於非洲奧塔萬戈河、三比西河、Kafue河流域，體長可達30公分，棲息在植被生長、水流緩慢的溪流、氾濫區，以蝸牛、昆蟲幼蟲等為食，於夏天繁殖，生活習性不明，可作為食用魚及遊釣魚。

## 擴展閱讀
維基物種上的相關：格氏帚麗鯛